# Takayuki Morimoto
Takayuki Morimoto (森本 貴幸?, Morimoto Takayuki; Kawasaki, 7 maggio 1988) è un ex calciatore giapponese, di ruolo attaccante.
Soprannominato Banzai e Marimoto, è il più giovane marcatore nella storia della J. League.

## Caratteristiche tecniche
Come attaccante giocava ricoprendo il ruolo di punta centrale, riuscendo a cogliere opportunità e occasioni per andare a rete, di piede destro ma  capace di segnare calciando con tutti e due i piedi, sapeva trovare il gol tirando di prima intenzione, ed era in grado di segnare sotto porta, o calciando dalla media-lunga distanza. Grazie al suo buono stacco aereo poteva insaccare la rete anche colpendo di testa, inoltre riusciva a contribuire nelle azioni da gol pure con i suoi assist. Aveva anche delle discrete abilità come rigorista.

## Carriera

### Club

#### Tokyo Verdy
Il 13 marzo 2004 debuttò in J. League nelle file del Tokyo Verdy contro lo Júbilo Iwata a 15 anni, 10 mesi e 6 giorni. Realizzò il primo gol contro il JEF United Ichihara il 5 maggio dello stesso anno, due giorni prima del suo sedicesimo compleanno, segnando un altro primato nella J. League. Al termine della stagione 2004 gli viene assegnato il titolo di J. League Rookie of the Year Award. Nel 2005 vince con il Tokyo Verdy la Coppa dell'Imperatore e la Supercoppa del Giappone, ma l'anno seguente arriva penultimo in campionato retrocedendo in J. League Div. 2.

#### Catania e Novara
Il 23 luglio 2006, il Tokyo Verdy annunciò il suo passaggio in prestito per un anno al Catania, club della Serie A italiana.
Debuttò in campionato il 28 gennaio 2007, subentrando all'83º minuto di Atalanta-Catania, partita finita in pareggio, e realizzando il gol del 1-1, il suo primo in Serie A, cinque minuti più tardi. Nel marzo successivo si ruppe il legamento crociato anteriore del ginocchio sinistro e rimase fuori per tutto il resto della stagione. Nonostante il serio infortunio la società siciliana lo acquistò a titolo definitivo durante l'estate. Rientra alla prima giornata del campionato 2007-2008 realizzando subito un gol nel pareggio per 2-2 contro il Parma. Questa è stata la sua unica rete in 14 presenze in Serie A. Ne ha realizzata una in Coppa Italia nel successo per 2-1 contro l'Udinese che ha consentito ai rossoazzurri di raggiungere una storica semifinale (poi persa contro la Roma).
Il 14 dicembre 2008 sigla un nuovo contratto triennale, ed il 21 dicembre segna la prima doppietta nel 3-2 con il quale il Catania batte la Roma, mentre l'8 febbraio realizza il gol del momentaneo 1-1 contro la Juventus.
Celebre divenne la sua figurina Panini, per la quale detiene il record di ritrovamenti con una frequenza di 1 su 3 pacchetti. Durante un'altra partita di Coppa Italia, il 17 settembre 2008, segnerà una doppietta battendo per 4-0 il Padova. Nell'edizione 2008-2009 della Serie A riesce a mettere a segno sette reti, il 1º marzo 2009 durante il "derby di Sicilia" contro il Palermo (0-4), realizza il secondo gol dei rossoazzurri oltre a fornire due assist vincenti,, inoltre segnerà una rete contro il Napoli vincendo per 3-1. Il 2 dicembre 2009 segnerà il gol del 2-0 con un rigore trasformato battendo l'Empoli nella Coppa Italia. Nell'edizione 2009-2010 segna la rete del 3-0 battendo il Parma, e segnerà un altro gol nella vittoria per 4-0 contro il Bari. Segnerà la sua ultima rete in Coppa Italia il 27 ottobre 2010 vincendo per 4-3 contro il Varese.
L'11 luglio 2011 viene ceduto in compartecipazione al Novara, neopromosso in Serie A. Segnerà in tutto quattro reti per la squadra, la prima il 17 settembre segna il suo primo gol nella partita persa contro il Cagliari per 2-1, e l'ultima in una sconfitta per 5-2 contro la Roma. Termina la sua esperienza col club piemontese con 18 presenze campionato. Il 22 giugno 2012 la comproprietà viene risolta a favore del Catania e così Morimoto fa ritorno in Sicilia dopo un anno, con Tomáš Košický che fa il percorso inverso.

#### Al Nasr e JEF United
Il 7 gennaio 2013 passa all'Al Nasr, allenato dall'ex Catania Walter Zenga, con la formula del prestito secco; qui ritrova anche il suo compagno Giuseppe Mascara. Segnerà il suo primo gol nella AFC Champions League il 9 febbraio 2013 vincendo per 3-2 contro il Lokomotiv Tashkent, farà altre due reti nel torneo, prima perdendo per 2-1 contro l'Al-Ahli e poi in un'altra sconfitta per 3-1 contro il Al-Gharafa. Durante il campionato segnerà per ben due volte una doppietta, prima vincendo per 4-1 contro il Dubai e poi pareggiando per 2-2 contro l'Al-Jazira. Colleziona con il club arabo 38 partite e 10 gol.
Il 13 agosto seguente viene acquistato a titolo definitivo dal club giapponese del JEF United, giocando nella J2 League, la seconda divisione del calcio giapponese. Segnerà la sua prima rete per la squadra il con il gol del 6-0 battendo il Roasso Kumamoto. Il 13 luglio 2014 segnerà una doppietta vincendo contro il Nagano Parceiro. Nell'edizione 2014 della J2 League segnerà dieci reti, prima con una doppietta vincendo per 4-2 ai danni dell'Oita Trinita, segnerà la rete del 1-0 battendo il Mito HollyHock, sarà autore della rete del 2-0 vincendo contro il Consadole Sapporo, inoltre segnerà un gol anche contro il Kataller Toyama prevalendo per 2-1 La sua ultima rete per la squadra la segnerà il 8 novembre 2015 con la rete del 1-0 che sancirà la vittoria contro il Tokyo Verdy.

#### Kawasaki Frontale
I 27 febbraio 2016 esordisce con la maglia del Kawasaki Frontale (nella prima divisione) vincendo per 1-0 contro il Sanfrecce Hiroshima. Segnerà la rete del 4-4 nel pareggio contro lo Shonan Bellmare, inoltre con un suo assist vincente Kengo Nakamura segnerà il gol del 3-2 battendo il Nagoya Grampus, invece nella vittoria contro il Ventforet Kofu, sempre grazie a un suo assist, Yūsuke Tasaka segnerà il gol del 4-0, inoltre con una sua rete la squadra batterà per 1-0 il Kashima Antlers. Nella Coppa dell'Imperatore segnerà due reti: prima battendo per 4-1 il JEF United, e poi battendo l'Urawa Red Diamonds, la partita finirà per 3-3 e ai rigori il Kawasaki Frontale vincerà per 4-1, infine giocherà nella finale contro il Kashima Antlers entrando in partita nel secondo tempo supplementare perdendo per 2-1. Nell'edizione successiva segnerà una tripletta battendo per 4-1 lo Shimizu S-Pulse. Il Kawasaki Frontale, nel 2017, otterrà la sua prima storica vittoria del campionato giapponese, e Morimoto segnerà tre gol, il primo perdendo per 5-2 contro il Júbilo Iwata, il secondo con la rete del 2-2 pareggiando contro il Ventforet Kofu e il terzo segnando il gol del 3-0 battendo lo Shimizu S-Pulse.

#### Avispa Fukuoka
Nel 2018 torna a giocare nella J2 League con l'Avispa Fukuoka, già nella prima giornata segna un gol con la rete del 2-0 battendo il FC Gifu, inoltre segna il gol del 1-0 vincendo contro il Roasso Kumamoto ed è autore di una doppietta battendo il JEF United per 3-1. Segna la sua ultima rete nella seconda divisione il 30 giugno 2019 perdendo per 4-2 contro il Renofa Yamaguchi.

#### AEP Karagiannia
Nell'ottobre 2020, Morimoto ha firmato con l'AEP Karagiannia. Non potendo giocare a causa della sospensione del campionato a tempo indeterminato a causa della pandemia di COVID-19, ha rescisso il suo contratto.

#### Sp. Luqueño
Nel 2021 si trasferisce in Paraguay giocando per il Sportivo Luqueño. Morimoto ha debuttato per il club contro il Club Nacional in una sconfitta esterna per 1-0, venendo sostituito all'81esimo da Guillermo Beltrán. Questa è stata la sua prima ed ultima apparizione nel club poiché è stato rilasciato poco dopo.

#### Taichung Futuro
Nel 2022 firma per il Taichung Futuro, club militante nella massima serie di calcio del Taiwan. Esordisce in campionato il 21 agosto 2022 in una gara pareggiata per 0-0 contro il Taiwan Power Company. Il resto della stagione sarà del tutto opaco, totalizzando solo 6 presenze non andando mai a segno. Il suo secondo anno inizierà piuttosto bene, con Morimoto che otterrà per tre gare consecutive la fascia da capitano. Mette a segno la sua prima rete per il club il 17 maggio 2023, in un match pareggiato per 2-2 contro il Leopard Cat.

#### Il ritorno in Italia
Il 19 agosto 2023, dopo alcune complicanze con il tesseramento, torna ufficialmente in Italia firmando con l'Akragas in Serie D. L'acquisizione del giocatore è stata però bloccata da una serie di questioni burocratiche legate al suo status di cittadino extracomunitario, rivelatesi insormontabili e che hanno portato il club ad annunciare nel gennaio 2024 che l'ingaggio non avrebbe potuto essere perfezionato.

### Nazionale
Morimoto ha rappresentato la nazionale giapponese sia al AFC Youth Championship 2004, segnando il gol del 3-0 battendo la Malesia e il gol del 1-0 vincendo contro il Vietnam che al campionato mondiale di calcio Under-20 2005 (4 presenze, 0 reti).
Nel 2008 viene convocato per la rappresentativa giapponese ai Giochi della XXIX Olimpiade, collezionando 2 presenze.
Il 28 agosto 2009 arriva la prima convocazione in nazionale maggiore per le amichevoli contro Paesi Bassi e Ghana, ma essendo infortunato la convocazione viene rimandata. Il 4 ottobre 2009 viene infatti convocato per il match di qualificazione alla Coppa d'Asia contro Hong Kong e le amichevoli contro Scozia, dove fornirà a Keisuke Honda l'assist con cui quest'ultimo segnerà il gol del 2-0 con cui vinceranno, e contro il Togo vincendo per 5-0. Morimoto esordisce il 10 ottobre subentrando a partita in corso nell'amichevole contro gli scozzesi. Sigla la prima rete quattro giorni dopo, nell'amichevole contro i togolesi.
Nel maggio 2010 viene inserito nella lista dei 23 convocati per il campionato mondiale di calcio 2010, senza collezionare alcuna presenza. Il 7 settembre segna la sua ultima rete in nazionale realizzando una doppietta, garantendo la vittoria sul Guatemala in amichevole per 2-1. Il 23 maggio 2012 giocherà la sua ultima partita con la nazionale nipponica nella vittoria per 2-0 contro l'Azerbaigian.

## Statistiche

### Presenze e reti nei club
Statistiche aggiornate al 23 agosto 2023.
| Stagione                 | Squadra                  | Campionato               | Campionato | Campionato | Coppe nazionali | Coppe nazionali | Coppe nazionali | Coppe continentali | Coppe continentali | Coppe continentali | Altre coppe | Altre coppe | Altre coppe | Totale | Totale |
| Stagione                 | Squadra                  | Comp                     | Pres       | Reti       | Comp            | Pres            | Reti            | Comp               | Pres               | Reti               | Comp        | Pres        | Reti        | Pres   | Reti   |
| ------------------------ | ------------------------ | ------------------------ | ---------- | ---------- | --------------- | --------------- | --------------- | ------------------ | ------------------ | ------------------ | ----------- | ----------- | ----------- | ------ | ------ |
| 2004                     | Tokyo Verdy              | JL1                      | 22         | 4          | CI              | -               | -               | -                  | -                  | -                  | CYN         | 2           | 0           | 24     | 4      |
| 2005                     | Tokyo Verdy              | JL1                      | 18         | 1          | CI              | -               | -               | -                  | -                  | -                  | CYN         | 2           | 2           | 20     | 3      |
| 2006                     | Tokyo Verdy              | JL2                      | 6          | 0          | CI              | -               | -               | -                  | -                  | -                  | -           | -           | -           | 6      | 0      |
| Totale Tokyo Verdy       | Totale Tokyo Verdy       | Totale Tokyo Verdy       | 46         | 5          |                 | -               | -               |                    | -                  | -                  |             | 4           | 2           | 50     | 7      |
| 2006-2007                | Catania                  | A                        | 5          | 1          | CI              | 0               | 0               | -                  | -                  | -                  | -           | -           | -           | 5      | 1      |
| 2007-2008                | Catania                  | A                        | 14         | 1          | CI              | 3               | 1               | -                  | -                  | -                  | -           | -           | -           | 17     | 2      |
| 2008-2009                | Catania                  | A                        | 23         | 7          | CI              | 1               | 2               | -                  | -                  | -                  | -           | -           | -           | 24     | 9      |
| 2009-2010                | Catania                  | A                        | 27         | 5          | CI              | 4               | 1               | -                  | -                  | -                  | -           | -           | -           | 31     | 6      |
| 2010-2011                | Catania                  | A                        | 12         | 1          | CI              | 1               | 1               | -                  | -                  | -                  | -           | -           | -           | 13     | 2      |
| 2011-2012                | Novara                   | A                        | 18         | 4          | CI              | 0               | 0               | -                  | -                  | -                  | -           | -           | -           | 18     | 4      |
| 2012-gen. 2013           | Catania                  | A                        | 5          | 0          | CI              | 3               | 0               | -                  | -                  | -                  | -           | -           | -           | 8      | 0      |
| Totale Catania           | Totale Catania           | Totale Catania           | 86         | 15         |                 | 12              | 5               |                    | -                  | -                  |             | -           | -           | 98     | 20     |
| gen.-giu. 2013           | Al-Nasr                  | UPL                      | 13         | 6          | CdP             | 0               | 0               | AFC                | 6                  | 3                  | EEC         | 3           | 1           | 22     | 10     |
| 2013                     | JEF United               | J2                       | 13         | 2          | CI              | 2               | 0               | -                  | -                  | -                  | -           | -           | -           | 15     | 2      |
| 2014                     | JEF United               | J2                       | 35         | 10         | CI              | 2               | 2               | -                  | -                  | -                  | -           | -           | -           | 37     | 12     |
| 2015                     | JEF United               | J2                       | 27         | 5          | CI              | 3               | 0               | -                  | -                  | -                  | -           | -           | -           | 30     | 5      |
| Totale JEF United        | Totale JEF United        | Totale JEF United        | 75         | 17         |                 | 7               | 2               |                    | -                  | -                  |             | -           | -           | 82     | 19     |
| 2016                     | Kawasaki Frontale        | J1                       | 11         | 2          | CI              | 4               | 2               | -                  | -                  | -                  | CYN         | 2           | 0           | 17     | 4      |
| 2017                     | Kawasaki Frontale        | J1                       | 11         | 3          | CI              | 3               | 4               | AFC                | 7                  | 0                  | CYN         | 1           | 0           | 22     | 7      |
| Totale Kawasaki Frontale | Totale Kawasaki Frontale | Totale Kawasaki Frontale | 22         | 5          |                 | 7               | 6               |                    | 7                  | 0                  |             | 3           | 0           | 39     | 11     |
| 2018                     | Avispa Fukuoka           | J1                       | 27         | 6          | CI              | 2               | 0               | -                  | -                  | -                  | -           | -           | -           | 29     | 6      |
| 2019                     | Avispa Fukuoka           | J1                       | 23         | 1          | CI              | 2               | 0               | -                  | -                  | -                  | -           | -           | -           | 25     | 1      |
| gen.-ott. 2020           | Avispa Fukuoka           | J1                       | 3          | 0          | CI              | 0               | 0               | -                  | -                  | -                  | -           | -           | -           | 3      | 0      |
| Totale Avispa Fukuoka    | Totale Avispa Fukuoka    | Totale Avispa Fukuoka    | 53         | 7          |                 | 4               | 0               |                    | -                  | -                  |             | -           | -           | 57     | 7      |
| ott. 2020-feb. 2021      | AEP Karagiannia          | SL2                      | 0          | 0          | KE              | 0               | 0               | -                  | -                  | -                  | -           | -           | -           | 0      | 0      |
| feb.-dic. 2021           | Sp. Luqueño              | DP                       | 1          | 0          | -               | -               | -               | -                  | -                  | -                  | -           | -           | -           | 1      | 0      |
| 2022                     | Taichung Futuro          | PL                       | 6          | 0          | -               | -               | -               | -                  | -                  | -                  | -           | -           | -           | 6      | 0      |
| 2023                     | Taichung Futuro          | PL                       | 9          | 1          | -               | -               | -               | -                  | -                  | -                  | -           | -           | -           | 9      | 1      |
| Totale Taichung Futuro   | Totale Taichung Futuro   | Totale Taichung Futuro   | 15         | 1          |                 | -               | -               |                    | -                  | -                  |             | -           | -           | 15     | 1      |
| 2023-2024                | Akragas                  | D                        | 9          | 1          | CI-D            | 0               | 0               | -                  | -                  | -                  | -           | -           | -           | 9      | 1      |
| Totale carriera          | Totale carriera          | Totale carriera          | 338        | 61         |                 | 30              | 13              |                    | 13                 | 3                  |             | 10          | 3           | 391    | 80     |

### Cronologia presenze e reti in nazionale
| Cronologia completa delle presenze e delle reti in nazionale ― Giappone | Cronologia completa delle presenze e delle reti in nazionale ― Giappone | Cronologia completa delle presenze e delle reti in nazionale ― Giappone | Cronologia completa delle presenze e delle reti in nazionale ― Giappone | Cronologia completa delle presenze e delle reti in nazionale ― Giappone | Cronologia completa delle presenze e delle reti in nazionale ― Giappone | Cronologia completa delle presenze e delle reti in nazionale ― Giappone | Cronologia completa delle presenze e delle reti in nazionale ― Giappone |
| Data                                                                    | Città                                                                   | In casa                                                                 | Risultato                                                               | Ospiti                                                                  | Competizione                                                            | Reti                                                                    | Note                                                                    |
| ----------------------------------------------------------------------- | ----------------------------------------------------------------------- | ----------------------------------------------------------------------- | ----------------------------------------------------------------------- | ----------------------------------------------------------------------- | ----------------------------------------------------------------------- | ----------------------------------------------------------------------- | ----------------------------------------------------------------------- |
| 10-10-2009                                                              | Yokohama                                                                | Giappone                                                                | 2 – 0                                                                   | Scozia                                                                  | Amichevole                                                              | -                                                                       |                                                                         |
| 14-10-2009                                                              | Sendai                                                                  | Giappone                                                                | 5 – 0                                                                   | Togo                                                                    | Amichevole                                                              | 1                                                                       |                                                                         |
| 3-3-2010                                                                | Toyota                                                                  | Giappone                                                                | 2 – 0                                                                   | Bahrein                                                                 | Qualificazioni Coppa d'Asia 2011                                        | -                                                                       |                                                                         |
| 24-5-2010                                                               | Saitama                                                                 | Giappone                                                                | 0 – 2                                                                   | Corea del Sud                                                           | Amichevole                                                              | -                                                                       |                                                                         |
| 30-5-2010                                                               | Graz                                                                    | Inghilterra                                                             | 2 – 1                                                                   | Giappone                                                                | Amichevole                                                              | -                                                                       |                                                                         |
| 4-6-2010                                                                | Sion                                                                    | Giappone                                                                | 0 – 2                                                                   | Costa d'Avorio                                                          | Amichevole                                                              | -                                                                       |                                                                         |
| 7-9-2010                                                                | Osaka                                                                   | Giappone                                                                | 2 – 1                                                                   | Guatemala                                                               | Amichevole                                                              | 2                                                                       |                                                                         |
| 4-9-2010                                                                | Yokohama                                                                | Giappone                                                                | 1 – 0                                                                   | Paraguay                                                                | Amichevole                                                              | -                                                                       |                                                                         |
| 8-10-2010                                                               | Saitama                                                                 | Giappone                                                                | 1 – 0                                                                   | Argentina                                                               | Amichevole                                                              | -                                                                       |                                                                         |
| 23-5-2012                                                               | Fukuroi                                                                 | Giappone                                                                | 2 – 0                                                                   | Azerbaigian                                                             | Amichevole                                                              | -                                                                       | 37’                                                                     |
| Totale                                                                  |                                                                         | Presenze                                                                | 10                                                                      |                                                                         | Reti                                                                    | 3                                                                       |                                                                         |

| Cronologia completa delle presenze e delle reti in nazionale ― Giappone Olimpica | Cronologia completa delle presenze e delle reti in nazionale ― Giappone Olimpica | Cronologia completa delle presenze e delle reti in nazionale ― Giappone Olimpica | Cronologia completa delle presenze e delle reti in nazionale ― Giappone Olimpica | Cronologia completa delle presenze e delle reti in nazionale ― Giappone Olimpica | Cronologia completa delle presenze e delle reti in nazionale ― Giappone Olimpica | Cronologia completa delle presenze e delle reti in nazionale ― Giappone Olimpica | Cronologia completa delle presenze e delle reti in nazionale ― Giappone Olimpica |
| Data                                                                             | Città                                                                            | In casa                                                                          | Risultato                                                                        | Ospiti                                                                           | Competizione                                                                     | Reti                                                                             | Note                                                                             |
| -------------------------------------------------------------------------------- | -------------------------------------------------------------------------------- | -------------------------------------------------------------------------------- | -------------------------------------------------------------------------------- | -------------------------------------------------------------------------------- | -------------------------------------------------------------------------------- | -------------------------------------------------------------------------------- | -------------------------------------------------------------------------------- |
| 7-8-2008                                                                         | Tientsin                                                                         | Giappone                                                                         | 0 – 1                                                                            | Stati Uniti                                                                      | Olimpiadi 2008 - 1º turno                                                        | -                                                                                | 72’                                                                              |
| 13-8-2008                                                                        | Shenyang                                                                         | Paesi Bassi                                                                      | 1 – 0                                                                            | Giappone                                                                         | Olimpiadi 2008 - 1º turno                                                        | -                                                                                | 80’                                                                              |
| Totale                                                                           |                                                                                  | Presenze                                                                         | 2                                                                                |                                                                                  | Reti                                                                             | 0                                                                                |                                                                                  |

## Palmarès

### Club
- Coppa dell'Imperatore: 1

Tokyo Verdy: 2005
- Supercoppa del Giappone: 1

Tokyo Verdy: 2005
- J1 League: 1

Kawasaki Frontale: 2017

### Individuale
- Miglior giovane della J.League: 1

2004